# Galaade éditions
Galaade Éditions est une maison d’édition littéraire indépendante, créée à Paris en 2005 par Emmanuelle Collas, historienne de l’Antiquité, qui l’a dirigée jusqu’à la cessation de son activité en 2017,.
Son catalogue est constitué de textes de fiction française et étrangère, ainsi que des essais, qui paraissent à la cadence d'une douzaine de titres par an.

## Histoire
La société, déficitaire à partir de 2014, a été mise en liquidation judiciaire en 2017.

## Ligne éditoriale
Privilégiant une politique d'auteur, Galaade est l'éditeur de Béatrice Douvre, Javier Calvo, Alain Fleischer, Avirama Golan, Nilüfer Göle, Daniel Handler, Sabine Huynh, Arnošt Lustig, Tuna Kiremitçi, Greil Marcus, Juan José Millás, Steven Millhauser, Maurice Olender, Helen Oyeyemi, Pierre Puchot, Raja Shehadeh (voir (en) Raja Shehadeh), Igor Štiks, Murat Uyurkulak ou Gore Vidal.
Galaade est également l'éditeur français du romancier américain Irvin Yalom, auteur du best-seller Et Nietzsche a pleuré.
La maison s’est engagée dans les débats contemporains par une collection d'essais de fonds et de textes d’intervention avec la série « Auteur de vue » : Tariq Ali, Patrick Chamoiseau, Hrant Dink, Edouard Glissant, Avirama Golan, Edwy Plenel, Raja Shehadeh, Oliver Stone, Dubravka Ugresic…

## Auteurs primés
En 2007, Près de la mer d'Abdulrazak Gurnah a reçu le prix RFI-Témoin du monde, et La Chasse aux évidences de Maurice Olender, le prix Roger-Caillois de l'essai.
En 2008, Vasilsca de Marc Lepape reçoit le prix Première des auditeurs de la RTBF et le prix Emmanuel-Roblès puis, en 2009, le prix du Premier roman de l'université d'Artois et le prix Idcommunes et, enfin, en 2010, le prix Marie-Claire Blais.
Le recueil Mon heure sur la terre. Poésies complètes 1936-2008 de Claude Vigée obtient la bourse Goncourt de la Poésie en 2008 et, la même année, la médaille de bronze du Best Book Design from all over the World est attribuée à l'ouvrage de Jean Daniel, Israël, les Arabes, la Palestine, ex æquo avec celui d'Alain Fleischer, Les Laboratoires du temps.
Le prix littéraires des Jeunes européens revient en 2009 à Juan Bonilla pour Les Princes nubiens.
En 2010, le concours des plus beaux livres français récompense le volume Signes et figures de Pancho Graells ; le prix du Livre corse est attribué à Marie Casanova pour Et l'odeur des narcisses et le prix des lecteurs du Livre de Poche est remis à Trudi la naine, de l'américaine Ursula Hegi.
En 2016, les éditions Galaade reçoivent le prix Médicis étranger – leur prix le plus important – pour Encore de l'écrivain turc Hakan Günday.